# إنريكي نييتو
إنريكي نييتو (بالإنجليزية: Enrique Nieto) (و. 1880 – 1954 م) هو مهندس معماري إسباني، ولد في برشلونة، توفي في مليلية، عن عمر يناهز 74 عاماً.

## معرض صور

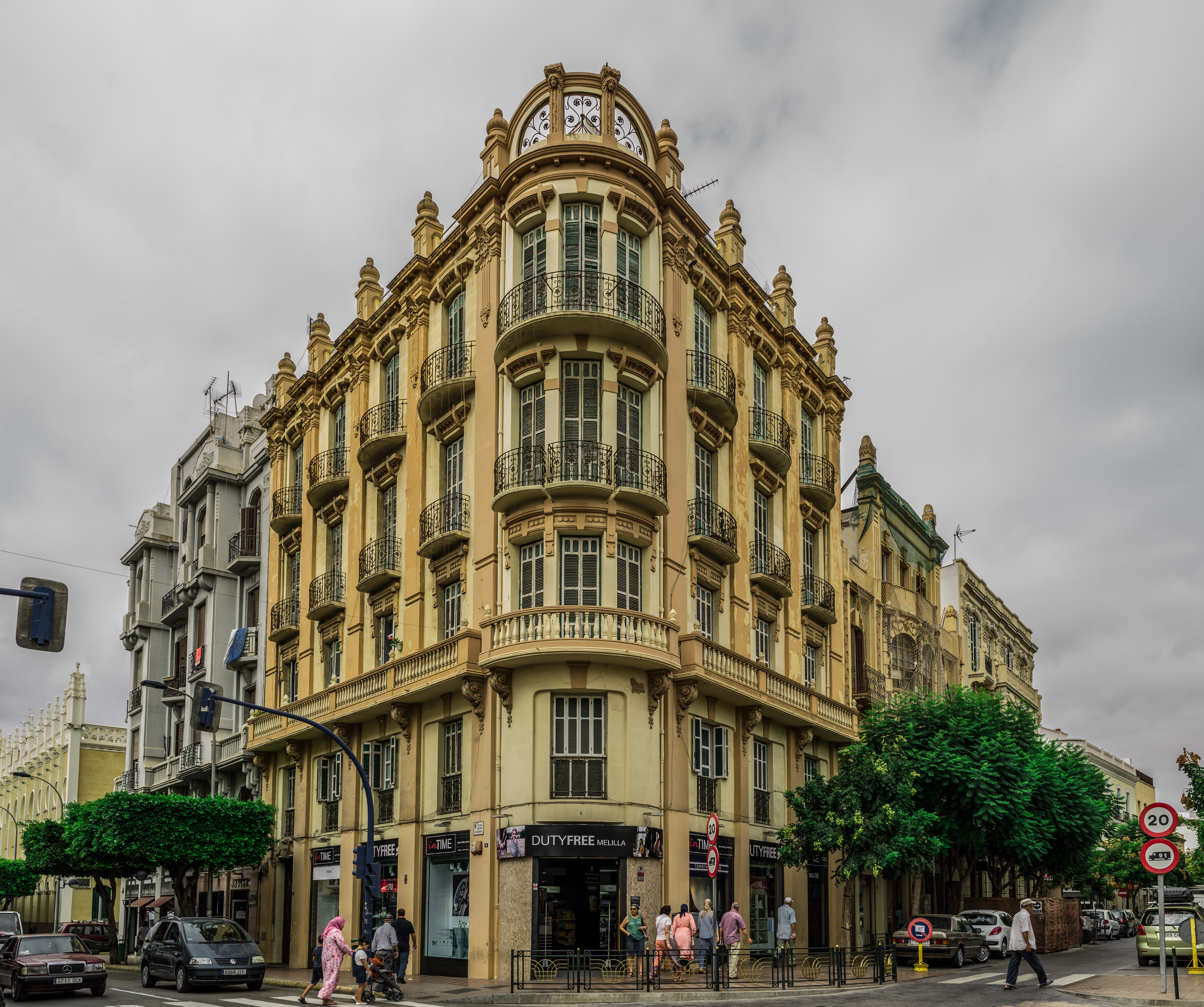
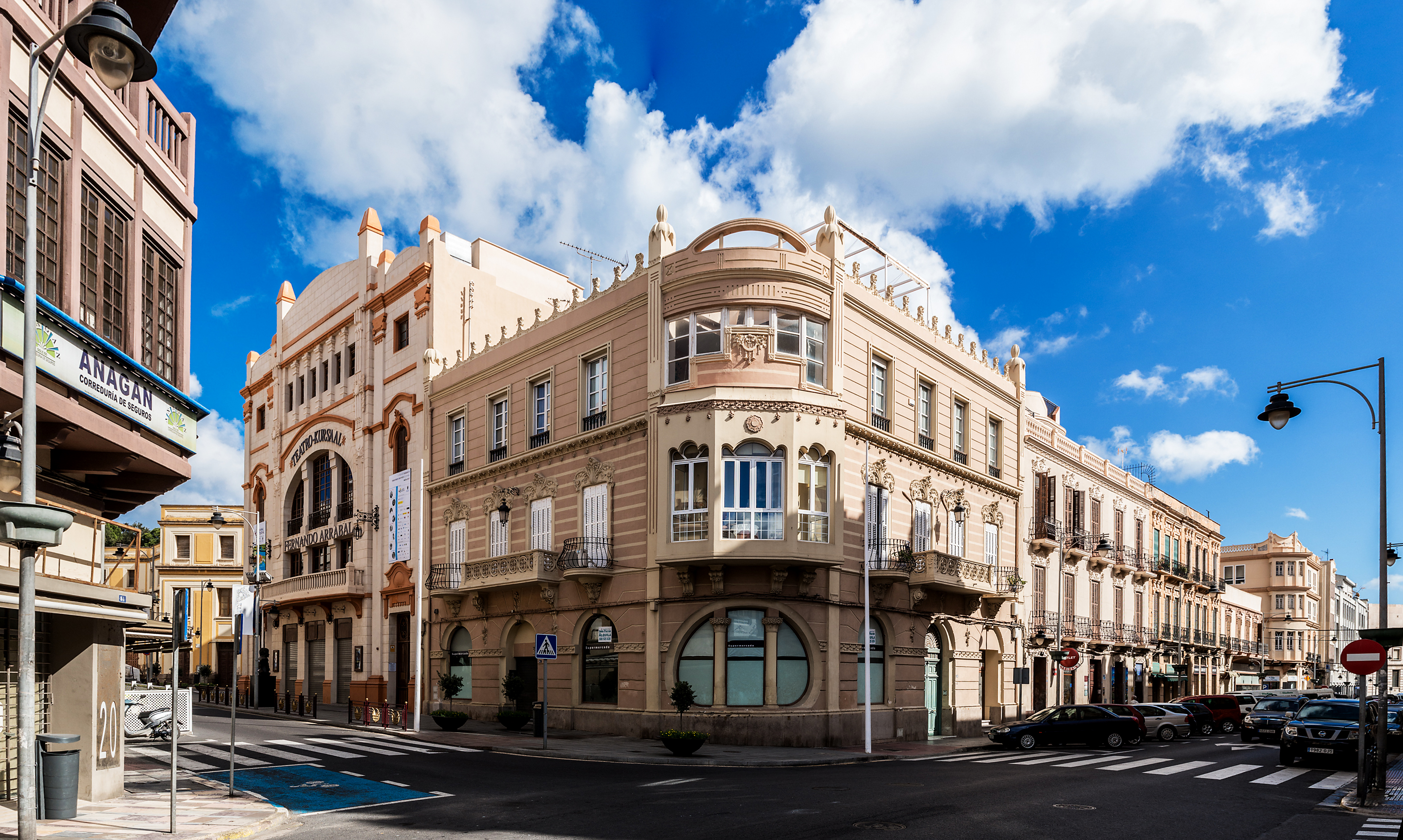
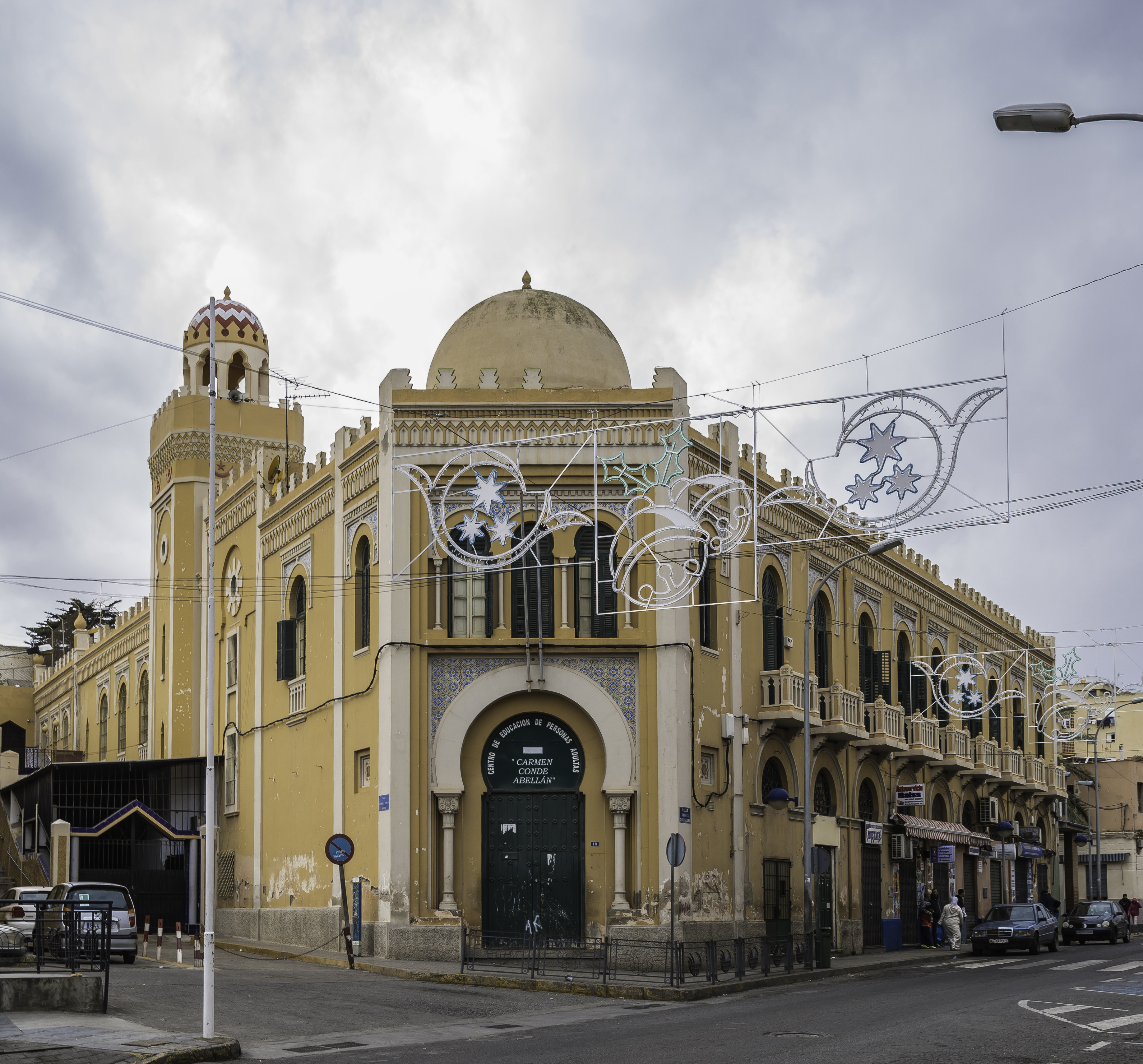
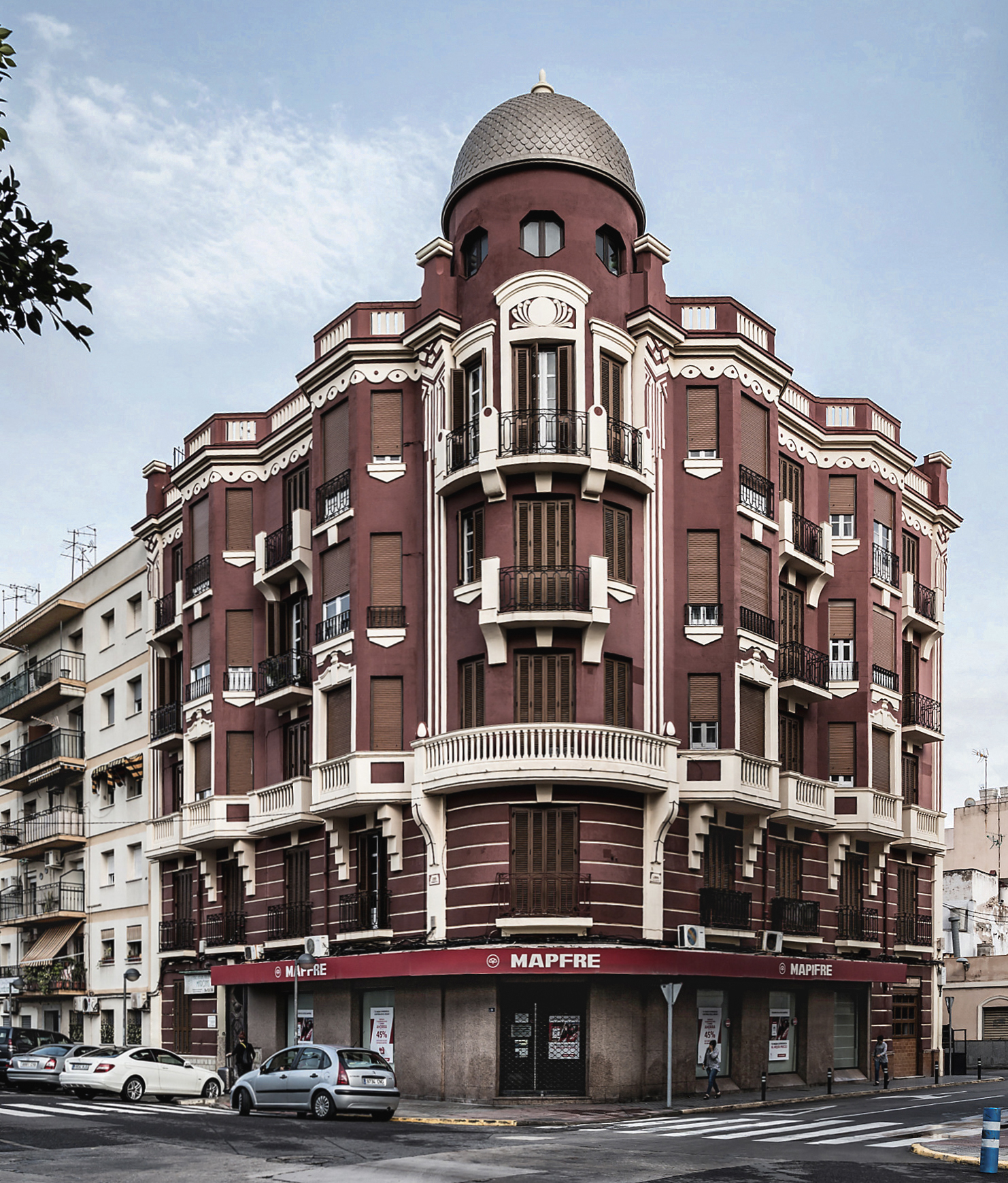
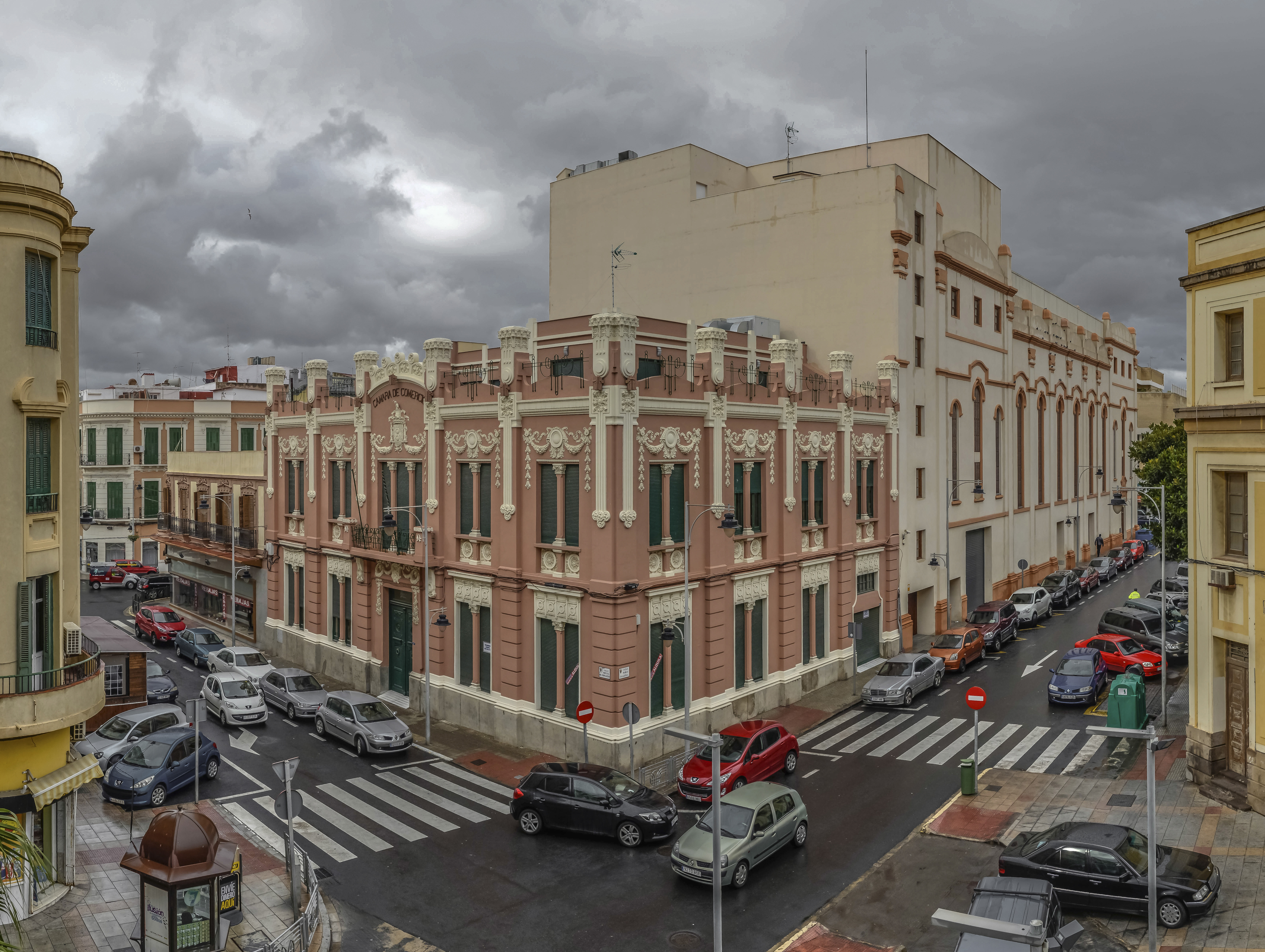